# フォーゲスプロスカウエル試験
フォーゲスプロスカウエル試験（Voges–Proskauer test：VP test）とは、微生物を培養したブイヨン培地からアセトインを検出する際に用いられる試験法である。ブイヨン培地の一部を菌液としてフォーゲスプロスカウエルブイヨン培地（Voges-Proskauer broth）に加え、α-ナフトールと水酸化カリウムを加える。赤の呈色が陽性、黄色―茶色の呈色が陰性を示す。

## 適用範囲
フォーゲスプロスカウエル試験は、大腸菌同定のための4つの確定試験であるIMViC試験の一つである。残りの3つはインドール試験[I]、メチルレッド試験[M]、クエン酸塩利用試験[C]である。
VP試験によって検出される細菌、陽性反応を示す細菌にはエンテロバクター属（Enterobacter）、クレブシエラ属（Klebsiella）、Serratia marcescens、Hafnia alvei、Vibrio cholera biotype eltor、Vibrio alginolyticusなどがある。
陰性反応を示す細菌にはシトロバクター属（Citrobacter）、赤痢菌属（Shigella）、エルシニア属（Yersinia）、エドワージエラ属（Edwardsiella）、サルモネラ属（Salmonella）、Vibrio furnissii、Vibrio fluvialis、Vibrio vulnificus、Vibrio parahaemolyticusなどが含まれる。

## 試験原理
細菌を含むほとんどの生物は解糖系でグルコースからピルビン酸を生産する。腸内細菌の一部はピルビン酸を出発物質としてブチレン・グリコール発酵を行う。この発酵経路は最終産物として二酸化炭素と水素分子を5:1で排出し、かつブチレンとグリコールを産生する。そして、この発酵はピルビン酸のアセトイン縮合を伴い、中間物質としてアセトインを産生する。アセトインと酸素分子、VP試薬に含まれる水酸化カリウムは反応し、赤色のジアセチルが合成される。このため、腸内細菌のブチレン・グリコール発酵群はVP試験によって鑑別することができる。α-ナフトールとクレアチンはジアセチル合成のための酸化促進剤として働く。

## 試験手順
白金線を用いて、コンタミネーションしないようにしながら培地から微量を釣菌し、VP試験用の培地に植菌する。培地は下記のVP半流動培地か、メチルレッド試験も可能なMR-VP培地を用いる。VP半流動培地では37℃で18－24時間、MR-VP培地では28-30℃で24-48時間培養する。半流動体培地の表面にまずA液（6%α-ナフトール添加エタノール溶液）を1ml（4滴）、次にB液（0.3%クレアチン添加40%水酸化カリウム水溶液）を0.2ml（2滴）ほど加え、激しく振盪する。この順番を間違うと、陽性反応が弱くなるか、偽陰性反応が生じる。通常、15分ほどで明瞭に呈色が現れるが、1時間後に試験結果を判定する。Yersinia属は生育温度によって反応が異なるため、VP試験の際は二本の培地に接種し、それぞれ22－25℃と37℃で48時間以上培養して判定する。
VP半流動培地の組成（pH7.2）
- 酵母エキス 1.0g
- カゼインペプトン 7.0g
- ソイペプトン 5.0g
- ブドウ糖 10.0g
- 塩化ナトリウム 5.0g
- 寒天 3.0g
- 精製水 1000ml

## 歴史
フォーゲスプロスカウエル試験はドイツのロベルト・コッホ研究所の細菌学者のDaniel Wilhelm Otto VogesとBernhard Proskauerによって1898年に開発された。